# Південно-Західний півострів
50°48′ пн. ш. 3°54′ зх. д. / 50.8° пн. ш. 3.9° зх. д.

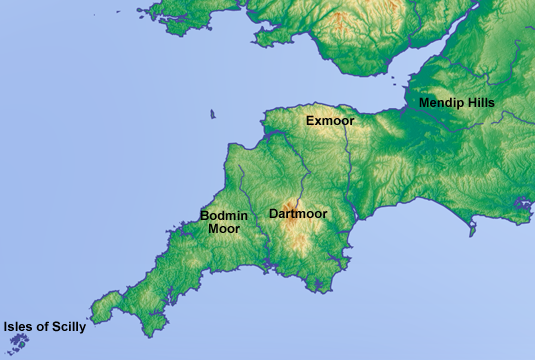
Півострів, який є найдовшим в Англії.

Південно-Західний півострів — частина Англії між Брістольським каналом на півночі та Ла-Маншем на півдні. Він є частиною південно-західного регіону Англії та включає графства Корнуолл, Девон та (залежно від точного визначення) всі або частину графств Сомерсет і Дорсет.

## Поточне використання терміну
Цей термін використовують 
- деякі офіційні органи, такі як Метеорологічне бюро[1];
- Футбольна ліга Південно-Західного півострова, яка охоплює Девон і Корнуолл[2];
- Регіональний деканат післядипломної медичної освіти NHS: Післядипломна медична освіта на Південно-Західному півострові.[3]

## Використання терміну в минулому
Його назва використовувалася в Коледжі медицини та стоматології півострова, медичному навчальному закладі, заснований Університетом Ексетера та Плімутським університетом, який працював у 2000—2013 роках, а також Стратегічному управління охорони здоров'я південно-західного півострова до його закриття у 2006 році.

## Межі
Лендс-Енд — найзахідніша точка півострова та Англії. Східну межу можна визначити як 54,5-кілометра (33,9 миля) перешийок між гирлом річки Парретт і затокою Лайма.